# Yuit
Yuit /=  'pravi ljudi' . Prema Bogorasu yuit je plural od yuk, koja znači 'čovjek'. Ruski Юит, plural: Юиты; Sibirski Yupiki./, naziv za azijske Eskime iz istočnog Sibira uz sibirsku obalu i na otoku Svetog Lawrencea. Njihov govor varijanta je eskimskog jezika koja se naziva yup'ik. Sredinom 1980 populacija Yuita iznosila je oko 2.000.
Na otoku Svetog Lawrencea Eskimi žive više od 2000 godina, kao i u nekoliko raštrkanih obalnih sela. Politika sovjetske vlade bila je takva da stanovništvo eskimskih i čukčijskih sela preseljava u naselja nastanjena Europljanima. Yuiti su dosta stradali i u 19. stoljeću od raznih bolesti koje su među njih donesle posade kitolovaca. Posebno su stradali oni na otoku Svetog Lawrencea, pa ih je 1880.-tih od 1.600 preostalo svega oko 600. Glavna naselja na otoku Svetog Lawrencea danas su Savoonga i Gambell.
John Reed Swanton Sibirske Eskime dijeli na plemena:
a. Noökalit, na Istočnom rtu.
b. Aiwanat, na Indian Pointu
c. Wuteëlit, na rtu Ulakhpen
d. Eiwhuelit, na otoku otoku Svetog Lawrencea.